# Hans Estner
Hans Estner   (Tegernsee, 7 d'abril de 1951) és un biatleta alemany, ja retirat, que va competir sota bandera de la República Federal Alemanya durant la dècada de 1970.
El 1980 va prendre part en els Jocs Olímpics d'Hivern deLake Placid, on guanyà la medalla de bronze en la prova del relleu 4x7,5 quilòmetres del programa de biatló. Va formar equip amb Franz Bernreiter, Gerhard Winkler i Peter Angerer.
En el seu palmarès també destaca una medalla de bronze al Campionat del món de biatló i un títol nacional.